# 布魯姆山 (印第安納州)
布魯姆山（英語：Broom Hill）是位於美國印地安納州克拉克縣的一個非建制地區。

## 地理
布魯姆山的座標為38°26′56″N 85°52′39″W / 38.44889°N 85.87750°W，而該地的平均海拔高度為156米（即512英尺）。